# Drupadia medullia
Drupadia medullia är en fjärilsart som beskrevs av Hans Fruhstorfer 1912. Drupadia medullia ingår i släktet Drupadia och familjen juvelvingar. Inga underarter finns listade i Catalogue of Life.